# Golden Delicious
'Golden Delicious' là một giống táo vàng, một trong 15 giống táo phổ biến nhất ở Hoa Kỳ. Nó không liên quan đến giống táo 'Red Delicious'.

## Lịch sử
Giống cây trồng này là một giống lai tạo không chủ ý, nó có thể là một giống lai giữa 'Grimes Golden' và 'Golden Reinette'. Cây ban đầu được tìm thấy trong trang trại của gia đình Mullins ở Quận Clay, West Virginia, Hoa Kỳ, và được người dân địa phương gọi là Cây giống vàng của Mullin và tên gọi khác là táo Annit. Anderson Mullins đã bán cây và quyền nhân giống cho Stark Brothers Nurseries với giá 5000 đô la, nơi đầu tiên tiếp thị nó như một "người bạn đồng hành" với giống táo Red Delicious của họ vào năm 1914.
Năm 2010, một tập đoàn do Ý đứng đầu thông báo họ đã giải mã được bộ gen hoàn chỉnh của táo 'Golden Delicious'. Nó có số lượng gen cao nhất (57.000) so với bất kỳ bộ gen thực vật nào được nghiên cứu cho đến nay.
'Golden Delicious' được chỉ định là trái cây chính thức của tiểu bang Tây Virginia theo nghị quyết của Thượng viện vào ngày 20 tháng 2 năm 1995. Quận Clay đã tổ chức Lễ hội Golden Delicious hàng năm kể từ năm 1972.
'Golden Delicious' là một trong bốn loại táo được Bưu điện Hoa Kỳ vinh danh trong bộ tem 4 hình quả táo 33 ¢ năm 2013 kỷ niệm các giống táo lịch sử, cùng với 'Northern Spy', 'Baldwin' và 'Granny Smith'.

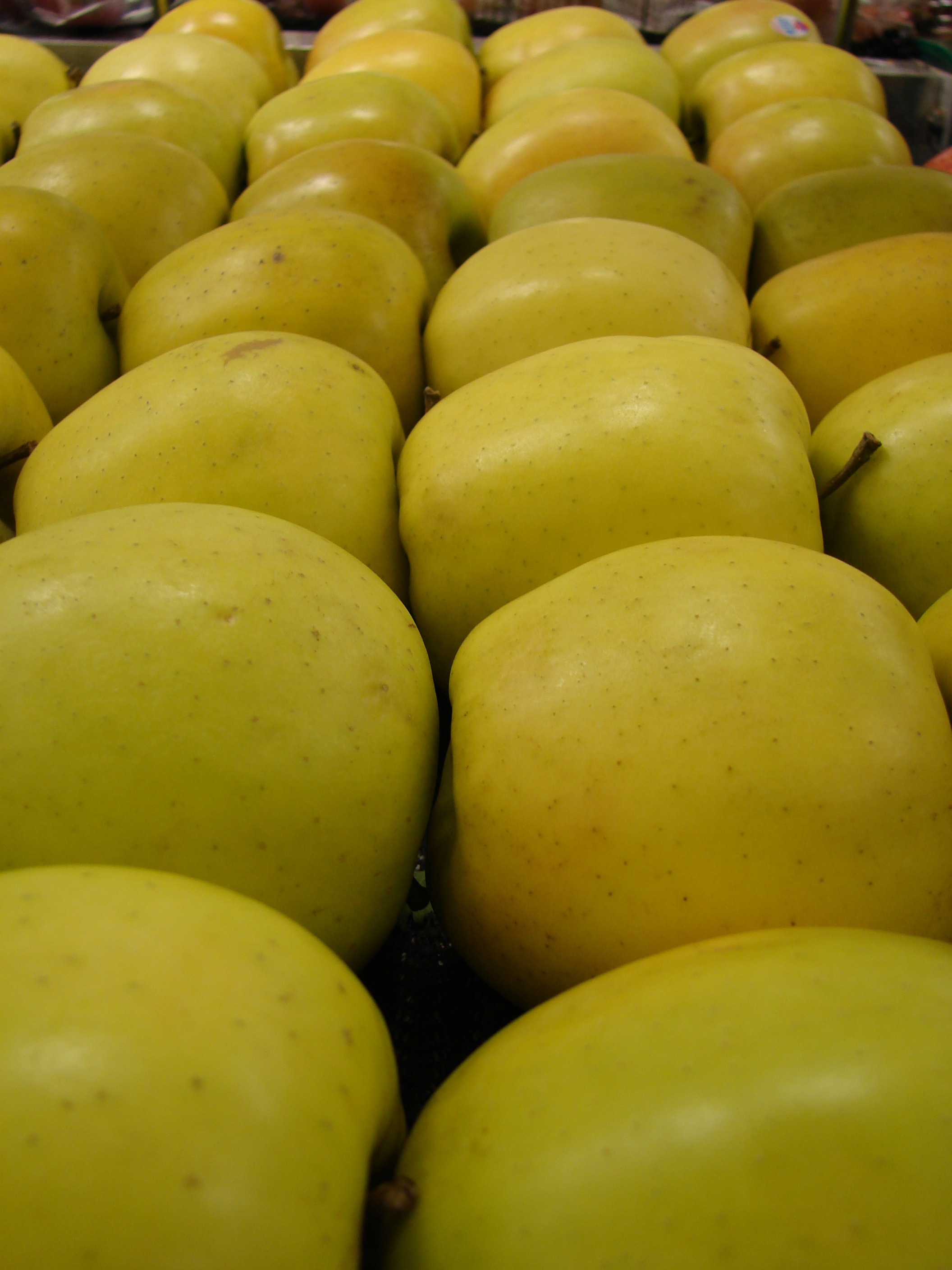
Màu sắc chính là màu vàng đồng nhất, thỉnh thoảng có một chút ửng đỏ.

## Mùa trái

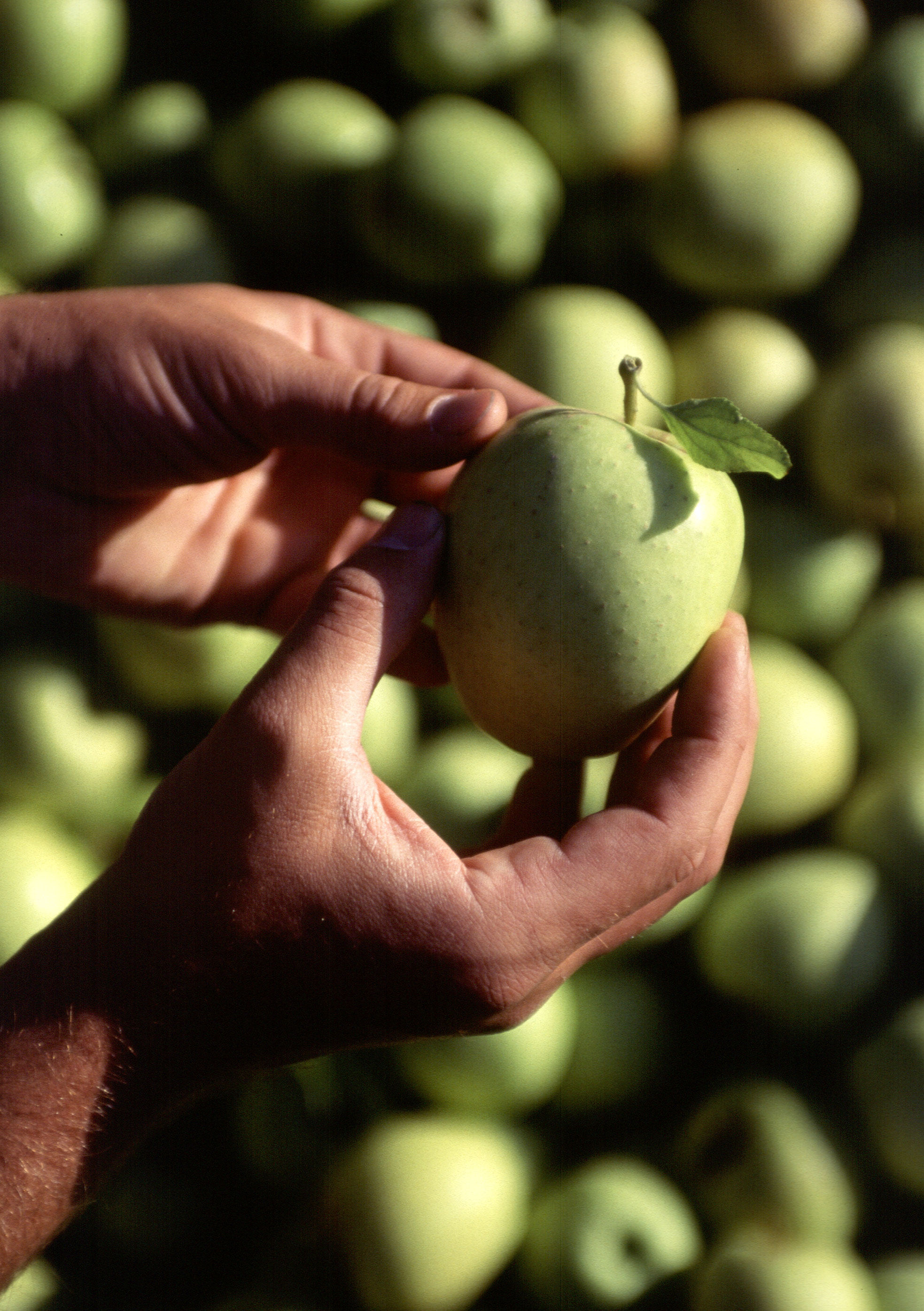
Các đốm trên vỏ quả.

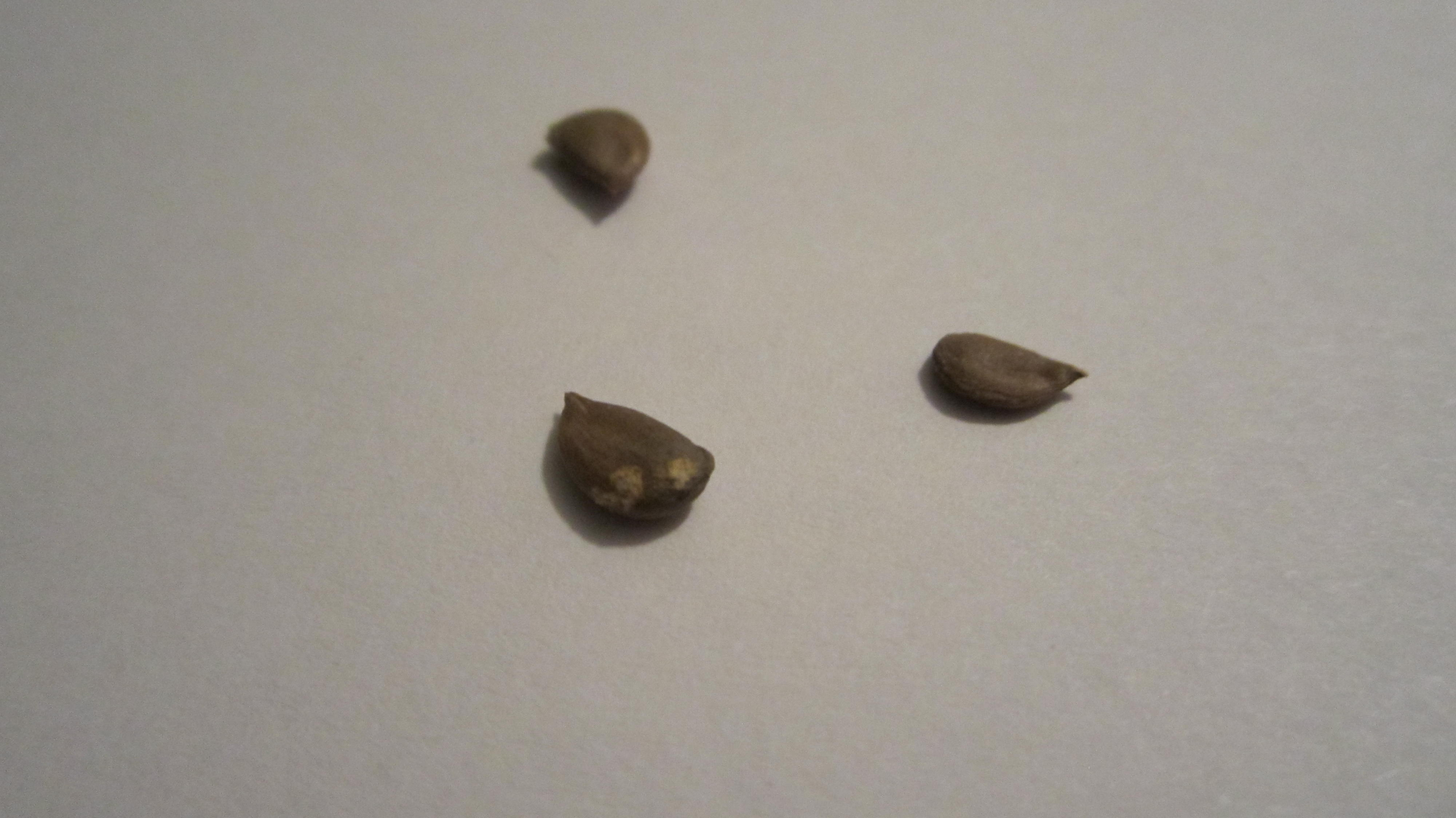
Hạt.

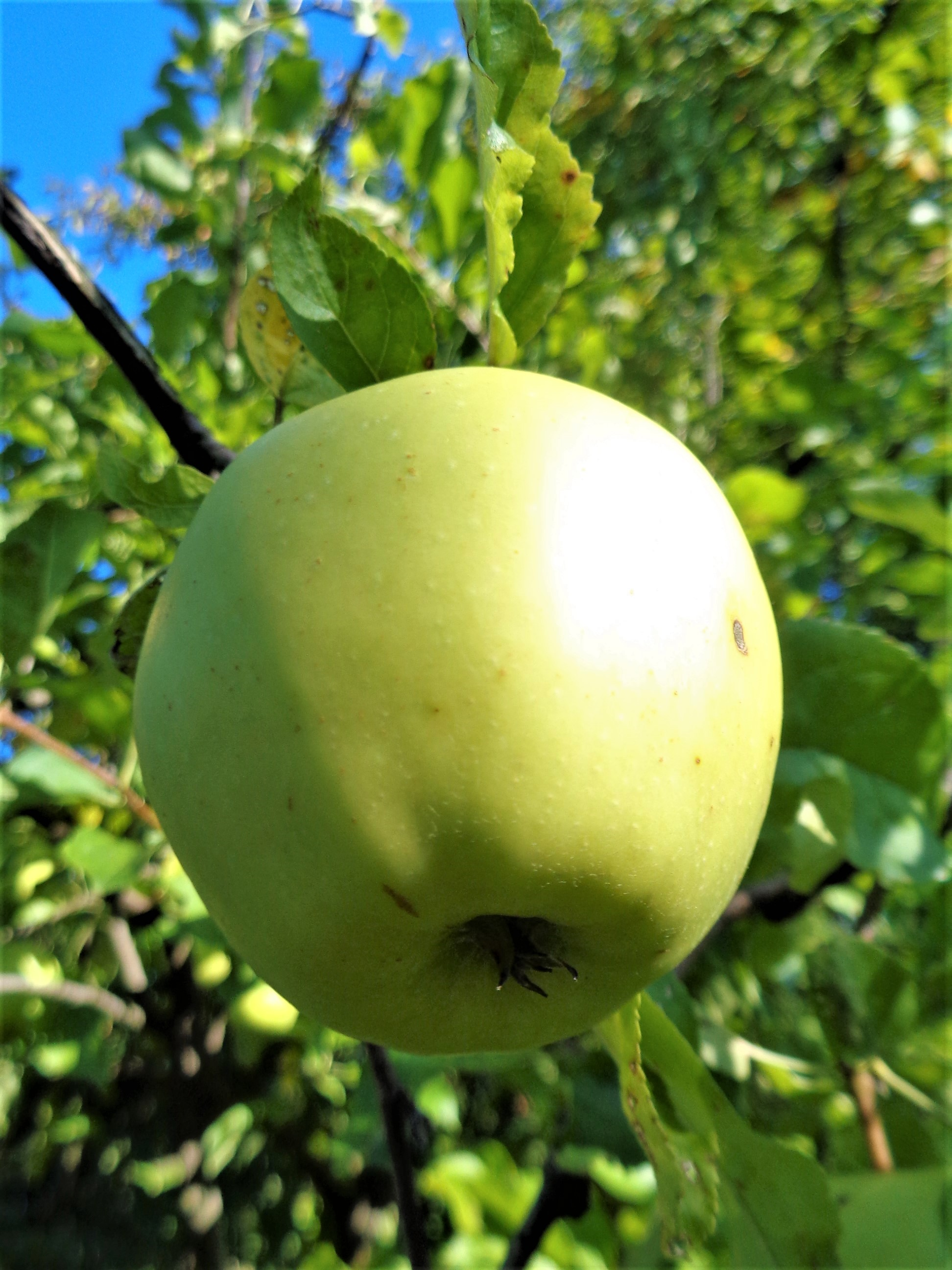
Golden Delicious Clon B - chín trên cây.

'Golden Delicious' được thu hoạch từ mùa thu sang mùa đông.

## Các giống cây trồng hậu duệ
Danh sách này không đầy đủ, bạn cũng có thể giúp mở rộng danh sách.
- 'Akita Gold' ('Golden Delicious' × 'Fuji')[9]
- 'Ambrosia' (được cho là giống lai giữa 'Starking Delicious' × 'Golden Delicious')[10]
- 'Arlet' ('Golden Delicious' × 'Idared')
- 'Autumn Glory' ('Golden Delicious' x 'Fuji')[11]
- 'Bohemia' ('Lord Lambourne' × 'Golden Delicious')
- 'Cadel' '(Jonathan' × 'Golden Delicious')
- 'Cameo' ('Golden Delicious' × 'Red Delicious')
- 'Caudle' ('Golden Delicious' × 'Red Delicious')
- 'Champion' ('Golden Delicious' × 'Cox Orange')
- 'Chantecler' ('Golden Delicious' × 'Reinette Clochard')
- 'Cripps Pink' (tên quảng bá là Bản mẫu:Tdes; 'Golden Delicious' × 'Lady Williams')[12]
- 'Delbarestivale' ('Golden Delicious' × 'Stark Jonagrimes')
- 'Elstar' ('Ingrid Marie' × 'Golden Delicious')
- 'Firm Gold' (Starkspur 'Golden Delicious', U.S. PP 2024 × Starkrimson 'Red Delicious', U.S. PP 1565)[13]
- 'Gala' ('Kidds Orange' × 'Golden Delicious')
- 'Ginger Gold' ('Albemarle Pippin' × 'Golden Delicious')
- 'Goldspur' một giống 'Golden Delicious'-từ Hà Lan
- 'Iduna' ('Golden Delicious' × 'Glockenapfel')
- 'Jonagold' ('Golden Delicious' × 'Jonathan')
- 'Lucky Rose Golden' ('Golden Delicious' được cấp bằng sáng chế)[14]
- 'Maigold' ('Fraurotacher' × 'Golden Delicious')
- 'Mutsu (táo)' (táo Indo × 'Golden Delicious')
- 'Opal (táo)' ('Topaz' × 'Golden Delicious')
- 'Pinova' ('Clivia' × 'Golden Delicious')
- 'Rubinette' ('Golden Delicious' × 'Cox Orange')
- 'Sekai Ichi' ('Golden Delicious' × 'Red Delicious')
- 'Spigold' ('Northern Spy' × 'Golden Delicious')
- 'Sundowner' ('Golden Delicious' × 'Lady Williams')
- 'Tentation delblush' ('Grifer' (Blushing Golden) × 'Golden Delicious')